# OjDADAna (film)
ojDADAna – krótkometrażowy film polski w reżyserii Jana Jakuba Kolskiego z 1996 roku.
Wydany został na płycie w 2007 roku, w ramach antologii Grzegorza Ciechowskiego – Kolekcja. Film ten jest zbiorem teledysków do części utworów z płyty ojDADAna, sygnowanej pseudonimem „Grzegorz z Ciechowa”; wraz z nim ukazał się także reportaż z planu filmowego.

## Obsada
- Grzegorz Ciechowski
- Dariusz Siatkowski
- Grzegorz Pawlak
- Ewa Kutynia
- Michał Saganowski
- Piotr Kalinowski
- Antoni Lach
- Marianna Kamińska
- Marianna Kobus
- Olga Bączyk
- Violetta Kowara

oraz zespoły:
- Zespół Ludowy „Głuchowiacy”
- Zespół Tańca Ludowego „Harnam”

## Teledyski zawarte w filmie
- „Oj zagrajże mi, zagraj” (muz. trad.)
- „Piejo kury, piejo” (muz. trad.)
- „A gdzież moje kare konie…” (muz. trad.)
- „Polka Galopka” (muzyka: Dima Chaaback)

Długość: 17:32

## Reportaż z planu filmowego
- Wypowiedzi: Jan Jakub Kolski i Grzegorz Ciechowski.
- Realizacja: Lambros Ziotas
- Zdjęcia i montaż: Witold Chomiński
- Produkcja: Lambros Ziotas i ArgoMedia Production

Długość: 8:30

## Źródła informacji
- Napisy końcowe zarówno w filmie, jak i reportażu
- O Kolekcji na oficjalnej stronie Grzegorza Ciechowskiego